# Faro Punta Ninfas
El Faro Punta Ninfas es un faro no habitado de la Armada Argentina que se encuentra en la ubicación 42°58′00″S 64°19′00″O / -42.96667, -64.31667 en la punta Ninfas, extremo sur del golfo Nuevo, en el Departamento Rawson, en la Provincia del Chubut, Patagonia Argentina.
El faro fue librado al servicio el día 18 de julio de 1916. Originariamente el faro se trataba de una torre de hierro troncopiramidal de 13 metros de altura y con un alcance lumínico nominal de 11 millas náuticas. En 1971 fue sustituido por una torre cilíndrica de plástico, por ello su actual formato es troncocónico, con franjas horizontales alternadas negras y amarillas. Desde su instalación fue alimentado a gas acetileno, pero en 1986 la fuente energética fue reemplazada por energía solar fotovoltaica, mediante paneles solares y baterías.
El nombre deriva de la punta homónima de la cual se desconocen los antecedentes. Con anterioridad al topónimo actual había sido descubierta el 7 de febrero de 1770 por el piloto español Goicochea, quien la llamó originariamente cabo de San Miguel.